# Cloreto de cicloexila
Cloreto de cicloexila ou clorocicloexano é o composto orgânico clorado de fórmula C6H11Cl e massa molecular 118,60. É classificado com o número CAS 542-18-7, número de registro Beilstein 1900796, EC Number 208-806-6 e número MDL MFCD00003822. Apresenta ponto de ebulição 142 °C, ponto de fusão −44 °C e densidade 1 g/mL a 25 °C.